# 남성우 (연출가)
남성우는 대한민국의 텔레비전 드라마 연출 감독이다.

## 드라마
- 2011년 MBC 주말연속극 《반짝반짝 빛나는》 (조연출)
- 2012년 MBC 대장경 천년특별기획《무신》 (조연출)
- 2013년 ~ 2014년 MBC 월화 특별기획 《기황후》 (조연출)
- 2015년 MBC 수목미니시리즈 《그녀는 예뻤다》 (공동연출)
- 2016년 ~ 2017년 MBC 수목 미니시리즈 《역도요정 김복주》 (공동연출)
- 2017년 tvN 월화 미니시리즈 《이번 생은 처음이라》 (공동연출)
- 2018년 tvN 월화 미니시리즈 《백일의 낭군님》 (공동연출)
- 2019년 OCN 토일 미니시리즈 《킬잇》 (연출)[1]
- 2020년 MBC 수목 미니시리즈 《꼰대인턴》 (연출)
- 2021년 tvN 수목 미니시리즈 《간 떨어지는 동거》 (연출)
- 2022년 tvN 수목 미니시리즈 《월수금화목토》(연출)

1. ↑  “뉴스 : 네이버 TV연예”. 2024년 9월 8일에 확인함.